# Relais 4 × 400 mètres féminin aux Jeux olympiques d'été de 1972
Navigation
Montréal 1976
L'épreuve du relais 4 × 400 mètres féminin aux Jeux olympiques de 1972 s'est déroulée les 9 et 10 septembre 1972 au Stade olympique de Munich, en République fédérale d'Allemagne.  Elle est remportée par l'équipe d'Allemagne de l'Est (Dagmar Käsling, Rita Kühne, Helga Seidler et Monika Zehrt ) qui établit un nouveau record du monde en 3 min 22 s 95.
Le relais 4 × 400 mètres féminin est disputé pour la première fois dans le cadre des Jeux olympiques.

## Résultats

### Finale
| Rang               | Athlète                                                                  | Pays                 | Temps         | Notes |
| ------------------ | ------------------------------------------------------------------------ | -------------------- | ------------- | ----- |
| Médaille d'or      | Dagmar Käsling Rita Kühne Helga Seidler Monika Zehrt                     | Allemagne de l'Est   | 3 min 22 s 95 | WR    |
| Médaille d'argent  | Mable Fergerson Madeline Manning Cheryl Toussaint Kathy Hammond          | États-Unis           | 3 min 25 s 15 |       |
| Médaille de bronze | Anette Rückes Inge Bödding Hildegard Falck Rita Wilden                   | Allemagne de l'Ouest | 3 min 26 s 51 |       |
| 4                  | Martine Duvivier Colette Besson Bernadette Martin Nicole Duclos          | France               | 3 min 27 s 52 |       |
| 5                  | Verona Bernard Janet Simpson Janette Roscoe Rosemary Stirling            | Grande-Bretagne      | 3 min 28 s 74 |       |
| 6                  | Alison Rose-Edwards Raelene Boyle Cheryl Peasley Charlene Rendina        | Australie            | 3 min 28 s 84 |       |
| 7                  | Marika Eklund Pirjo Wilmi Tuula Rautanen Mona-Lisa Strandvall            | Finlande             | 3 min 29 s 44 |       |
| 8                  | Lyubov Runtso Olga Syrovatskaya Natalya Chistyakova Nadezhda Kolesnikova | Union soviétique     | 3 min 31 s 89 |       |

## Légende
Records et Performances
- AR : Record continental (area record)
- CR : Record des championnats (championship record)
- MR : Record du meeting (meet record)
- NR : Record national (national record)
- OR : Record olympique (olympic record)
- PR : Record paralympique (paralympic record)
- PB : Record personnel (personal best)
- SB : Meilleure performance personnelle de la saison (season's best)
- WL : Meilleure performance mondiale de l'année (world leader)
- WJR : Record du monde junior (world junior record)
- WR : Record du monde (world record)

Circonstances et Conditions
- DNF : N'a pas terminé (did not finish)
- DNS : N'a pas pris le départ (did not start)
- DQ : Disqualification (disqualification)
- NM : Aucun essai valable enregistré (No Mark)
- Q : Qualifié « directement » au prochain tour (ou à la prochaine compétition), lors d'une compétition majeure, grâce au classement ou à la réalisation des minima (automatic qualifier)
- q : Qualifié au prochain tour (ou à la prochaine compétition), lors d'une compétition majeure, grâce au repêchage ou à la réalisation de l'une des meilleures performances parmi celles des « non qualifiés directement » (grâce au meilleur temps ou à la meilleure distance par exemple) (secondary qualifier)